# Alexander Fraser de Touchfraser et Cowie
Pour les articles homonymes, voir Alexander Fraser et Fraser.
Alexander Fraser de Touchfraser et Cowie (mort le 11 août 1332) est un membre de la noblesse écossaise qui exerce la fonction de chambellan d'Écosse et de shérif de Stirling et de Kincardine.

## Biographie
Alexander est issu du clan Fraser mais aussi d'une famille scoto-normande établie au château d'Oliver (en) dans la vallée de la Tweed dans les Scottish Borders. Il est le second fils de Andrew Fraser de Touchfraser et de Béatrice le Chen. Il a pour cousin Simon Fraser, exécuté en 1306. Il est chambellan d'Écosse entre 1325 et 1329.
Le roi Robert Ier d'Écosse  attribue de vastes domaines dont les baronnies de Cowie, Cluny et Kinnaird à Alexander Fraser, qui est son chambellan au moins depuis 1319. Ses domaines traversés par les principales voies de transport terrestre au Moyen Âge étaient deux anciennes voies connues sous le nom d'Elsick Mounth  et Causey Mounth. Alexander Fraser est un des signataires de la Déclaration d'Arbroath en 1320. Il est tué en 1332 lors de la bataille de Dupplin Moor.

## Union et postérité
Alexander épouse vers 1316 Marie, la sœur du roi, veuve de Nigel Campbell (en) et fille de Robert VI de Brus, 6e Lord d'Annandale et de la comtesse Margaret de Carrick. Ils ont les enfants suivants:
- John de Touchfraser
- William de Cowie et Durris

## Sources
- (en) Robert William Billings and John Hill Burton (1901) The Baronial and Ecclesiastical Antiquities of Scotland, Oliver and Boyd
- (en) C. Michael Hogan (2007) Causey Mounth, The Megalithic Portal, editor A. Burnham
- (en) Lineage of Fraser Family
- (en) Archibald Watt (1985) Highways and Byways around Kincardineshire, Stonehaven Heritage Society